# موتا سن جیووانی
موتا سن جیووانی (به ایتالیایی: Motta San Giovanni) یک کومونه در ایتالیا است که در استان رجو کالابریا واقع شده‌است.

## خصوصیات
موتا سن جیووانی ۴۶٫۷ کیلومترمربع مساحت و ۶٬۴۲۸ نفر جمعیت دارد و ۴۵۰ متر بالاتر از سطح دریا واقع شده‌است.